# Marais tourbeux du plateau de Langres (secteur Sud-Ouest)
Marais tourbeux du plateau de Langres (secteur Sud-Ouest) este o arie protejată (sit de importanță comunitară — SCI) din Franța întinsă pe o suprafață de 399 ha, integral pe uscat.

## Localizare
Centrul sitului Marais tourbeux du plateau de Langres (secteur Sud-Ouest) este situat la coordonatele 47°45′56″N 5°02′01″E / 47.76556°N 5.03361°E.

## Înființare
Situl Marais tourbeux du plateau de Langres (secteur Sud-Ouest) a fost declarat arie specială de conservare în baza directivei 92/43 din 1992 referitoare la conservarea habitatelor naturale și a faunei și florei sălbatice pentru a proteja 1 specie de plante și 10 specii de animale.

## Biodiversitate
Situată în ecoregiunea continentală, aria protejată conține 18 habitate naturale: Păduri de fag Asperulo-Fagetum, Păduri de stejar și carpen Galio-Carpinetum, Păduri pe pante, grohotișuri și ravene de Tilio-Acerion, Păduri aluvionare cu Alnus glutinosa și Fraxinus excelsior (Alno-Padion, Alnion incanae, Salicion albae), Fânețe de joasă altitudine (Alopecurus pratensis, Sanguisorba officinalis), Lacuri eutrofice naturale cu vegetație de tip Magnopotamion sau Hydrocharition, Lespezi calcaroase, Păduri de stejar sau de stejar și carpen sub-atlantice și medio-europene de Carpinion betuli, Pajiști uscate seminaturale și facies de acoperire cu tufișuri pe substraturi calcaroase (Festuco-Brometalia) (* situri importante pentru orhidee), Izvoare petrifiante cu formare de travertin (Cratoneurion), Păduri de fag din Europa Centrală dezvoltate pe sol calcaros cu Cephalanthero-Fagion, Ape puternic oligomezotrofe cu vegetație bentonică cu Chara spp., Formațiuni de Juniperus communis pe lande sau pajiști calcaroase, Pajiști cu Molinia pe soluri calcaroase, turboase sau argilos-nămoloase (Molinion caeruleae), Liziere de ierburi înalte hidrofile de câmpie și de nivel montan până la alpin, Mlaștini calcaroase cu Cladium mariscus și specii de Caricion davallianae, Mlaștini alcaline, Pante stâncoase calcaroase cu vegetație casmofită.
La baza desemnării sitului se află mai multe specii protejate:
- plante (1): papucul doamnei (Cypripedium calceolus)
- amfibieni (1): izvoraș-cu-burta-galbenă (Bombina variegata)
- mamifere (1): liliac comun (Myotis myotis)
- nevertebrate (6): Austropotamobius pallipes, Coenagrion mercuriale, Euplagia quadripunctaria, rădașcă (Lucanus cervus), Vertigo angustior, Vertigo moulinsiana
- pești (2): zglăvoacă (Cottus gobio), cicar (Lampetra planeri)

Pe lângă speciile protejate, pe teritoriul sitului au mai fost identificate 42 de specii de plante, 37 de specii de păsări, 10 specii de amfibieni, 16 specii de mamifere, 33 de specii de nevertebrate, 1 specie de pești, 8 specii de reptile.